# Ціранг (дзонгхаг)
Ціранг (дзонґ-ке རྩི་རང་རྫོང་ཁག་) — дзонгхаг у Бутані, відноситься до Центрального дзонгдею. Адміністративний центр — Дампху.
Дзонгхаг відділяється вузькою смугою від Індії, яка належить дзонгхагу Сарпанг. З асамського боку знаходиться однойменний округ Ціранг територіального об'єднання Бодоланд, яке колись входило до складу Бутану.

## Адміністративний поділ
До складу дзонгхагу входять 12 гевогів:

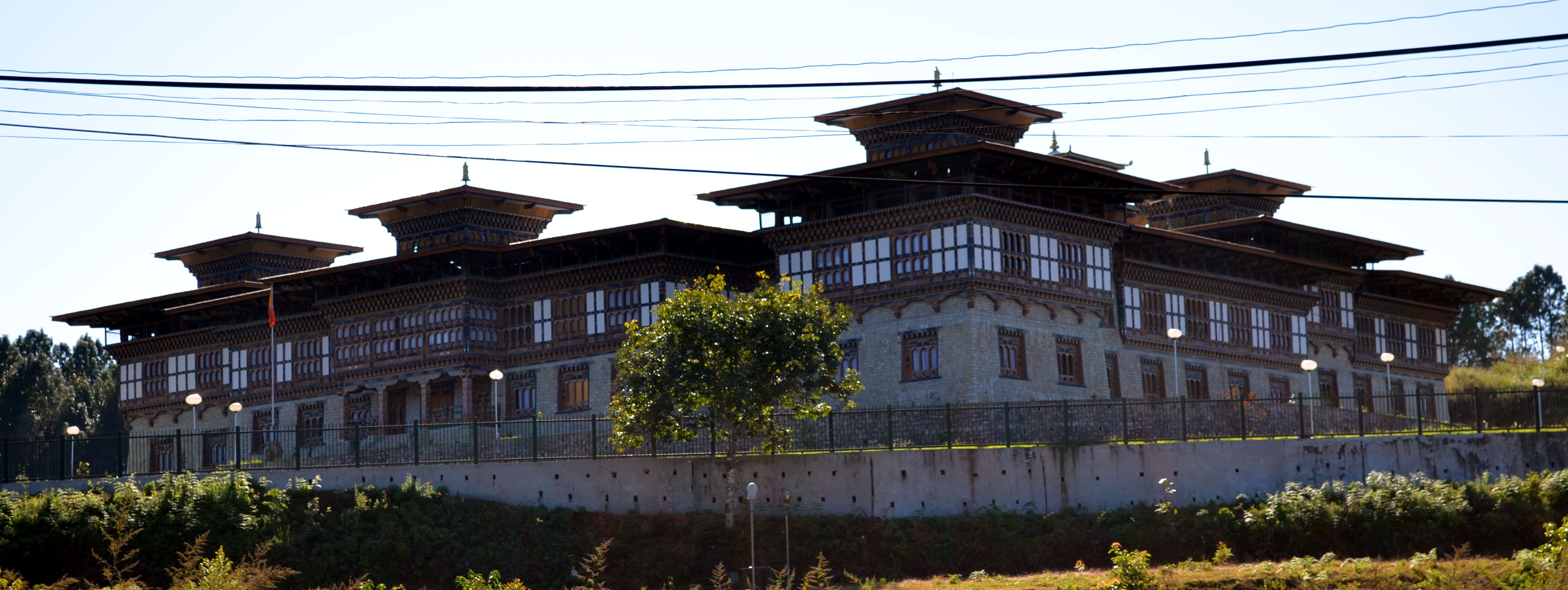
Ціранг-дзонг у Дампху

| - Баршонг - Госерлінг - Дунглаганг - Кікхортханг - Мендрелганг - Пацхалінг | - Пхутенчху - Рангтханглінг - Семджонг - Сергітханг - Цхолінгкхар - Цірангто |